# Geschützter Landschaftsbestandteil Steinbruch Klingelbach
Der Geschützte Landschaftsbestandteil Steinbruch Klingelbach mit einer Flächengröße von 1,6 ha liegt auf dem Gebiet der kreisfreien Stadt Hagen in Nordrhein-Westfalen. Der LB wurde 1994 mit dem Landschaftsplan der Stadt Hagen vom Stadtrat von Hagen ausgewiesen.

## Beschreibung
Beschreibung im Landschaftsplan: „Der Landschaftsbestandteil liegt südlich des Museumsdorfes am Fuße des Eilper Berges. Es handelt sich um einen Grauwacke-Steinbruch der Brandenberg-Schichten des Mitteldevons mit Fels- und Steinschuttbereichen.“

## Schutzzweck
Laut Landschaftsplan erfolgte die Ausweisung „zur Sicherung der Leistungsfähigkeit des Naturhaushalts durch Erhalt eines Lebensraumes für wärmeliebende Tier- und Pflanzenarten und zur Gliederung und Belebung des Landschaftsbildes durch Sicherung eines geowissenschaftlich bedeutenden Objektes.“